# Know Nothing Stays the Same
Know Nothing Stays the Same è un EP di cover del gruppo musicale statunitense Copeland, pubblicato il 10 agosto 2004 dalla The Militia Group.
Dopo l'ultima traccia sono presenti numerosi minuti di silenzio, spezzati dalla traccia fantasma She's Always a Woman (una seconda versione della reinterpretazione del brano di Billy Joel).

## Tracce
1. Another Day in Paradise – 3:49 (Phil Collins)
2. Coming Around Again – 3:09 (Carly Simon)
3. She's Always a Woman – 3:29 (Billy Joel)
4. Take My Breath Away – 4:50 (Giorgio Moroder, Tom Whitlock)
5. Part-Time Lovers – 4:53 (Stevie Wonder)

## Formazione
Copeland
- Aaron Marsh – voce, chitarra, tastiera, arrangiamenti orchestrali
- Bryan Laurenson – chitarra
- James Likeness – basso
- Rusty Fuller – batteria, percussioni

Altri musicisti
- Peter Pan – chitarra addizionale
- Crystal Ninja String Ensemble – archi

Produzione
- Matt Goldman – produzione, ingegneria del suono
- Chad Pearson – produzione esecutiva
- Rory Felton – produzione esecutiva
- Gavin Lurssen – mastering
- James Likeness – layout, design, fotografia
- Andrew Waters – assistenza artwork